# 千々和久幸
千々和 久幸（ちぢわ ひさゆき、1937年3月14日 - ）は、日本の歌人、詩人。

## 経歴
福岡県北九州市生まれ。福岡県立東筑高等学校、明治大学法学部英法科卒業。大学時代は、思想・評論を中心とした雑誌「駿台論潮」編集部に籍を置く。
1956年、作歌を始め、歌誌「香蘭」に入会、村野次郎に師事。1961年、詩誌「沙漠」に入会。1964年、山本哲也と詩誌「砦」を創刊。1965年、第一詩集『恋唄』を刊行。1975年、佃学と詩誌「アポクチファ」を創刊（1978年、「邯鄲」に改組）。1981年、第一歌集『壜と思慕』を刊行。1988年、「現代短歌を評論する会」に参加。
2001年、「香蘭」代表に就任。2010年、横浜歌人会代表委員に就任（2013年退任）。
この間、ビジネスマンとして首都圏や九州で生活を送り、山鹿市在住中に、山鹿商工会議所副会頭、行政改革委員を務める。
声優の千々和竜策は次男。

## 著書
- 詩集『恋唄』 沙漠詩人集団、1965年
- 詩集『八月緩緩縁者之道行』 母岩社、1973年
- 詩集『水の遍歴』 沖積舎、1980年
- 歌集『壜と思慕』 短歌新聞社、1981年
- 歌集『祭という場所』 短歌新聞社、1991年
- 歌集『火時計』 短歌新聞社、1998年
- 評論集『短歌という負い目』 梓書院、2000年
- 詩集『ダイエット的21』 梓書院、2000年
- 歌集『人間ラララ』 短歌新聞社〈新現代歌人叢書〉、2006年
- 選集『千々和久幸歌集』 砂子屋書房〈現代短歌文庫〉、2011年
- 歌集『水の駅』 短歌新聞社、2011年
- エッセイ集『酔風船 - Ｑ氏のいたずら日記』 ながらみ書房、2017年